# Antigénprezentáló sejt

Az antigénprezentáló sejtek hatására az éretlen T-sejtekből citotoxikus CD8+ vagy helper CD4+ sejt válik

Az antigénprezentáló sejtek az immunrendszer részei és képesek arra, hogy a szervezet számára idegen antigéneket feldolgozzák és kisebb darabjait felületükön a fő hisztokompatibilitási komplexszel (angol rövidítéssel MHC) kapcsolva prezentálják. Az így prezentált antigént a T-limfociták receptoraikkal képesek felismerni, és elindítják ellene az immunválaszt. 
Bár vannak ún. „hivatásos” antigénprezentáló sejtek, bizonyos mértékig a szervezet valamennyi sejtje (a vörösvértestek kivételével) képes az idegen antigéneket a felületén bemutatni. A hivatásos sejtek közé a makrofágok, a B-limfociták és a dendritikus sejtek tartoznak; ők a helper T-sejteknek prezentálnak, míg a többiek antigén-MHC komplexeit a citotoxikus T-sejtek ismerik fel. A prezentálás folyamatában a MHC-n kívül más speciális szignálmolekulák is részt vesznek.
Az antigénprezentáció alapvető fontosságú a megfelelő immunválasz lebonyolításához, mind a citotoxikus, mind a helper T-sejtek ennek alapján ismerik fel célpontjaikat, és azáltal válik az immunválasz specifikussá a patogénekkel vagy tumorokkal szemben. Egyes kísérleti rákellenes terápiák mesterséges antigénprezentáló sejtek segítségével próbálják felismerhetővé tenni az immunrendszer számára a rosszindulatú daganatokat.

## Típusaik és funkcióik

Antigénprezentáció az MHC I-en keresztül

Antigénprezentáció MHC II-vel. A-idegen fehérje; B-endoszóma; C-lizoszóma; D-kései endoszóma / endolizoszóma; E-endoplazmatikus retikulum; F-Golgi-készülék; G-CLIP protein; H-antigénprezentáló komplex a sejt felszínén

Az antigénprezentáló sejteket két csoportra osztják, a hivatásosokra és nem-hivatásosokra. Az előbbiek felszínén MHC II proteinkomplex, bizonyos kostimuláló molekulák és mintázatfelismerő receptorok találhatóak. A nem-hivatásos sejtek MHC I-et expresszálnak a felszínükön. 
Az éretlen T-sejteknek az osztódás megkezdése és funkciójuk betöltése előtt kapcsolatba kell lépniük egy olyan antigénprezentáló sejttel, amely a T-sejt receptorának megfelelő antigént mutat a felszínén. Aktiválásukat általában a dendritikus sejtek végzik. A T-sejtek önmagukban képtelenek felismerni és megkötni a szabad, oldatban lévő antigént; csak azt, amelyiket már feldolgoztak és az MHC-komplexszel kapcsolódva mutatnak fel a számára. A helper T-sejtek az MHC II, a citotoxikus sejtek, pedig az MHC I által megkötött külső antigénre reagálnak. Antigénprezentáló sejtek alatt általában a "hivatásos" sejteket értik, amelyeknek ez az egyik fő funkciója és (az MHC I mellett) MHC II található rajtuk. Emellett a szervezet szinte minden sejtje ( a vörösvértestek kivételével) expresszálja az MHC I-et és kapcsolatba tud lépni a citotoxikus T-limfocitákkal.
Az MHC mellett a hasonló szerkezetű CD1 molekulákkal a saját és idegen lipideket tudják prezentálják a T-sejteknek és a természetes ölősejteknek.

### Hivatásos antigénprezentáló sejtek
A hivatásos sejtek az antigénprezentációra specializálódtak. Igen hatékonyan képesek bekebelezni az antigéneket vagy fagocitózis (makrofágok és dendritikus sejtek) vagy receptor-közvetítette endocitózis (B-limfociták) által, ezután a fehérjéket kisebb darabokra vágják és a felszínükre migrálják, ahol a membránkötött MHC II komplexhez kapcsolódnak. Az éretlen T-sejt kötődik a saját, egyedi receptorának megfelelő antigén-MHC II komplexhez. Az antigénprezentáló sejt ezután egy kostimuláns szignállal megindítja a T-sejt aktivációját. A kostimulánsok és az MHC II csak a hivatásos antigénprezentáló sejteken találhatók meg, de ezek a sejtek expresszálják az MHC I-et is.
A hivatásos sejtek közé a dendritikus sejtek, a makrofágok és a B-limfociták tartoznak.

#### Dendritikus sejtek
A dendritikus sejtek a legszélesebb spektrumú antigénprezentálók és szükségesek a naiv T-sejtek aktivációjához. Mind a helper, mind a citotoxikus T-sejtekkel reagálnak. Képesek a keresztprezentációra is, melynek során az MHC I-hez kapcsolt idegen antigént prezentálják a citotoxikus T-sejteknek. Szerepet játszanak a periferiális tolerancia kialakításában, amellyel megelőzik az autoimmun betegségeket.
Mielőtt idegen antigénnel találkoznának, a dendritikus sejtek csak nagyon kis mennyiségű MHC II-ot és kostimulátort expresszálnak. Ezek az éretlen sejtek még képtelenek a prezentációra. Azután azonban, hogy a sejtfelszínen található mintázatfelismerő receptor felismeri egy patogéngyanús testet, fagocitózissal bekebelezi azt, a sejt aktiválódik és nagy mennyiségben MHC II-t és kostimulátorokat (mint CD40 és B7) kezd termelni. A B7 a T-sejtek membránjába ágyazott CD28 fehérjéhez kapcsolódik. Az aktivációt követően az érett dendritikus sejt már hivatásos antigénprezentálónak tekinthető és a hámszövetekből a nyirokcsomókba vándorol, ahol aktiválja a T-limfocitákat.

#### Makrofágok
A makrofágok a T-sejtek által szekretált interferon-gamma által aktiválhatóak; ezután képesek MHC II és kostimulátorok (többek között B7) expressziójára és a fagocitált fehérjék fragmentjeinek prezentációjára. Az aktiváció révén a patogénekkel fertőzött makrofágok is segíthetnek az infekció leküzdésében.

#### B-limfociták
A B-sejtek képesek a B-receptorhoz kötődött antigének bekebelezésére, feldolgozására és a helper T-sejteknek való prezentálásra. A T-sejtektől eltérően a B-limfociták felismerik az egyedüli, oldatban lévő antigént is (legalábbis azt, amelyikre receptoruk specifikus). A folyamathoz ők is MHC II komplexet használnak. A helper T-sejthez való kapcsolódáskor a B-sejtes CD40 és a T-sejtes CD40L sejtfelszíni proteinek is kötődnek. 

### Nem-hivatásos sejtek
A nem-hivatásos antigénprezentáló sejtekhez gyakorlatilag a szervezet valamennyi, maggal rendelkező sejtje tartozik. Ők a béta-2 mikroglobulinnal kapcsolódott MHC I-et használják fel a prezentációra. A hivatásos sejtektől eltérően a prezentált peptidek sok esetben saját fehérjékből származnak. Az MHC I-antigén komplexet a citotoxikus T-sejtek detektálják. A nem-hivatásos sejtek általában nem expresszálnak MHC II-t, azonban megfigyelték, hogy bizonyos leukociták (mint a hízósejtek és neutrofil granulociták) is indukálhatóak erre, sőt ritka esetekben, adott körülmények között az endotéliumok és epitéliumok sejtjei is. Az ilyen atipikus antigénprezentálók azonban feltehetően nem képesek aktiválni a naiv T-sejteket.

## A T-sejtekkel való kapcsolódás
Miután a dendritikus sejt bekebelezett egy kórokozót, egy nyirokedényhez vándorol, ahol az áramlat elsodorja egy nyirokcsomóig. A vándorlás során a sejtben végbemegy az érési folyamat; elveszti képességét újabb patogének fagocitálására és megváltozik felszíni fehérjéinek mintázata, megnő az MHC és a kostimulátor proteinek száma, valamint a citokintermelés is. A bekebelezett idegen fehérjét kisebb darabokra vágja szét, az MHC-khez köti, ahol azok epitopjait a T-sejtek később felismerhetik. Nem minden epitop kerül bemutatásra; azokat amelyeket végül prezentálnak és ellenanyag képződik ellenük, immundominánsnak nevezik.
A B-sejtek eleve a nyirokcsomóban találhatóak. Ha receptoruk megköt egy antigént, a fentiek szerint kapcsolódni képesek az aktivált helper T-sejekhez.

## Terápiás kísérletek
Az antigénprezentáló sejtek egyik feladat a szervezetben a rák elleni küzdelem, beindítják az ellenanyagok termelését, illetve a tumorsejtek közvetlen elpusztítását. A folyamat kulcsfontosságú szereplői a tumorspecifikus antigéneket bemutató dendritikus sejtek. Ezt a jelenséget használják ki a kísérleti terápiás módszerek, amelyek során régebben dendritikus sejteket vagy tumorellenes T-sejteket vittek be a szervezetbe. Újabban génsebészettel létrehozott mesterséges antigénprezentáló sejteket használnak erre a célra. A mesterséges sejtek egy része emberi eredetű, mások sejtmentes proteinkomplexek, amelyek MHC-komplexet, kostimuláló molekulákat és a prezentálandó peptidet tartalmazzák.

## Fordítás
- Ez a szócikk részben vagy egészben  az   Antigen-presenting cell című angol Wikipédia-szócikk ezen változatának fordításán alapul.  Az eredeti cikk szerkesztőit annak laptörténete sorolja fel. Ez a jelzés csupán a megfogalmazás eredetét és a szerzői jogokat jelzi, nem szolgál a cikkben szereplő információk forrásmegjelöléseként.